# Sesamia innocens
Sesamia innocens är en fjärilsart som beskrevs av Butler 1881. Sesamia innocens ingår i släktet Sesamia och familjen nattflyn. Inga underarter finns listade i Catalogue of Life.